# 파워 트리오

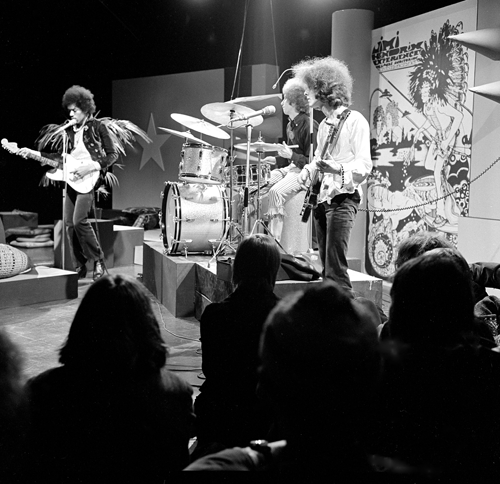
지미 헨드릭스 익스피리언스

파워 트리오(Power trio)는 전기 기타, 베이스 기타, 드럼 세트(드럼과 심벌즈)의 라인업이 있는 로큰롤 밴드 형식이며, 콰르텟과 퀸텟인 다른 록 음악 밴드에서 사용되는 두 번째 리듬 기타 또는 키보드 악기는 제외한다. 대형 록 밴드는 음을 화음과 조화 부분으로 채우기 위해 하나 이상의 추가 리듬 섹션을 사용한다.
하드 록과 헤비 메탈 음악에서 대부분의 파워 트리오들은 전기 기타 플레이어를 두 가지 역할로 사용한다. 그들은 대부분의 곡 동안 리듬 기타를 연주하고, 그 곡의 코드 진행을 연주하고, 그 곡의 중요한 리프를 연주한 다음, 기타 솔로로 리드 기타 역할로 전환한다. 일반적으로 한 명 이상의 밴드 멤버들이 악기를 연주하면서 노래를 부르는 반면, 하드 록과 헤비 메탈 음악의 파워 트리오들은 일반적으로 보컬과 가사에 비해 악기 연주와 전반적인 소닉 효과를 강조한다. 파워 트리오의 예로는 베이시스트, 기타리스트, 드러머로 구성된 모터헤드가 있는데, 베이시스트 레미와 베이스를 연주하는 동안 리드 보컬을 동시에 노래한다.